# Abeir-Toril
Abeir-Toril (Ai-BEER-toh-RILL è la pronuncia in inglese), usualmente abbreviato in Toril, è il pianeta immaginario in cui hanno luogo gli eventi dell'ambientazione Forgotten Realms.
Il nome, in una lingua arcaica dell'ambientazione, significa "culla della vita".
Il pianeta viene più spesso chiamato solamente Toril anziché con il nome completo. In origine il pianeta si chiamava Toril, nome dato da Jeff Grubb al pianeta usato nella sua campagna personale, ma successivamente Ed Greenwood ha deciso di inserire il prefisso "Abeir" (facendolo diventare Abeir-Toril) per farlo comparire come prima voce in ordine alfabetico del volume Cyclopedia of the Realms presente nel Forgotten Realms Campaign Set, il primo manuale pubblicato per Forgotten Realms e scritto appunto da Grubb e Greenwood.

## Collocazione
Toril è il terzo pianeta in ordine di distanza dal sole del Realmspace, sfera dalle pareti cristalline di dieci miliardi di chilometri di diametro il cui interno è simile al sistema solare. Il Realmspace è descritto nell'ambientazione Spelljammer per Advanced Dungeons & Dragons Seconda Edizione e, non essendo stata sviluppata una revisione di questa ambientazione per Dungeons & Dragons Terza Edizione, il Realmspace non viene citato nei nuovi manuali dei FR. Le caratteristiche orbitali, fisiche e atmosferiche del pianeta sono del tutto simili a quelle della Terra. Nella cosmologia di Forgotten Realms, Toril è collocato nel Piano Materiale. Gli altri pianeti presenti nel Realmspace sono, in ordine di distanza dal sole:
- Anadia
- Coliar
- Chandos
- Karpri
- Glyth
- Garden
- H'Catha

Dagli abitanti di Toril, Anadia e Coliar sono chiamati "gli Araldi dell'Alba", mentre gli altri sono chiamati "i Cinque Viandanti". H'Catha è meglio conosciuto come "pianeta dei beholder".

## Creazione
Molto tempo prima che Toril fosse creato, nell'universo creato da Lord Ao esisteva solo un nulla fatto di luce ed ombra, fuse insieme. Da questo nulla nacquero due gemelle: Selûne, dea della luce, e Shar dea dell'ombra e dell'assenza di luce. Le due sorelle iniziarono a creare nell'universo i corpi celesti, e da tale azione nacque Chauntea, dea della terra, il cui corpo sul Piano Materiale era il pianeta Toril. Chauntea chiese supplicando che le venisse concesso un po' di calore per originare la vita sul suo corpo, ma le due dee non riuscirono a mettersi d'accordo su come questo andasse fatto: da questi scontri nacquero le divinità della guerra, della morte, della malattia e altri poteri malvagi. Selûne decise di raggiungere un piano del fuoco per poter accendere uno dei corpi celesti affinché il calore generato riuscisse a scaldare Toril. Riuscì nell'impresa, creando Lathander, il Sole, ma Shar si infuriò e iniziò a tentare di spegnere tutte le luci e le fonti di calore dell'universo; le due dee iniziarono una battaglia che dura ancora tutt'oggi. Alla fine Selûne, stanca e indebolita, decise di strappare dal suo corpo una parte di sé per lanciarla a Shar, che venne trapassata da questa energia e a sua volta ne perse altrettanta: l'energia sottratta alle due dee diede origine su Toril alla Trama, ovvero la dea della magia Mystryl.

## Caratteristiche geofisiche
La grandezza di Toril è simile a quella della Terra (circa 12.800 km di diametro), così come sono simili le leggi fisiche che lo governano. Sulla sua superficie, coperta d'acqua per il 60%, sono presenti alcuni continenti; quelli finora conosciuti nell'ambientazione sono:
- Anchorome
- Faerûn, un continente dalla cultura ispirata a quella dell'Europa medievale.
- Kara-Tur, un continente dalla cultura ispirata a quella dell'Estremo Oriente, con particolare riferimento alla Cina ed al Giappone.
- Maztica, un continente dalla cultura ispirata a quella dell'America precolombiana, con particolare riferimento all'Impero Azteco.
- Osse[2]
- Zakhara, un continente dalla cultura ispirata a quella dell'Arabia islamica e preislamica e all'antica Persia.
- Katashaka, un continente senza nome a sud di Maztica simile all'Africa sub-sahariana[3] dove l'umanità è apparsa.[4]

Il continente più importante (cioè punto centrale dell'ambientazione) è di gran lunga Faerûn. Vi sono numerosi deserti, fra cui spicca lo sterminato Anauroch, nel Faerûn (che però non è di origine naturale). Gli oceani conosciuti sono tre: il Mare Senza Tracce, il Grande Mare e il Mare Celestiale. Questi sono i nomi faerûniani degli oceani, ma vengono chiamati in modi diversi a seconda del continente: in Maztica, il Mare Senza Tracce è chiamato Taylola, mentre il Mare Celestiale è chiamato Patzcoatl; il Grande Mare è chiamato Bahr al-Kibar a Zakhara.

## Selûne
Attorno al pianeta ruota, a 293.000 km di distanza, similmente alla luna terrestre, un satellite naturale chiamato, nel Faerûn, Selûne — lo stesso nome della divinità. Selûne, di cui solo una faccia è visibile a Toril, è seguita da uno sciame di asteroidi (di cui il più famoso è la Roccia di Bral, un porto spelljamming) chiamato, nel Faerûn, Lacrime di Selûne, apparso dal nulla nel cielo di Toril circa 4.800 anni fa; forma dietro la luna una sorta di scia. La luna impiega trenta giorni a compiere un giro completo attorno al pianeta; per i primi 15 giorni di questo periodo gli vengono attribuite fasi simili alle fasi lunari terrestri. Per molti Selûne è solo una semplice luna, ma alcune leggende raccontano dei suoi abitanti e dei pirati che periodicamente scendono dalle Lacrime per saccheggiare Toril. In realtà è abitata da elfi marini e da una piccola percentuale di umani. La temperatura oscilla fra 0 e 15 °C. Gli astrologi di Toril non possono vedere la vita presente su Selûne, né la sua atmosfera, poiché la faccia visibile è coperta da un'illusione magica a circa 150 metri di altitudine, creata dalla dea Leira come dono per la sfrenata devozione degli abitanti; sotto questa maschera, Selûne mostra mari, montagne e città. Anche le Lacrime sono abitate da elfi ed umani.

## Popolazione
In tutte le terre conosciute, l'evoluzione storica della società è accomunabile a quella della Terra del XIII e XIV secolo.
Su Toril vivono una miriade di razze diverse, anche se quella umana rimane numericamente la prevalente su tutti i continenti conosciuti. Alcune di esse sono nate su Toril, altre si stanno evolvendo su di esso, ma sono originariamente giunte da altri pianeti attraverso portali magici. Altre ancora sono state portate probabilmente a scopo di studio.